# طواف إسبانيا 1993
طواف إسبانيا 1993 هو سباق دراجات هوائية أقيم بتاريخ 26 أبريل - 15 مايو، تكون السباق من 21 مرحلة وامتدّ لمسافة 3605 كم بسرعة 37.508 كم/س، استغرق السباق 96 ساعة 07 دقيقة 03 ثانية. فاز به السويسري طوني رومينغر وحلّ ثانيا أليكس تسولي.

## الترتيب
| م                     | الدرّاج       | البلد  | الزمن                     |
| --------------------- | ------------ | ------ | ------------------------- |
| الفائز بالترتيب العام | طوني رومينغر | سويسرا | 96 ساعة 07 دقيقة 03 ثانية |
| الثاني                | أليكس تسولي  | سويسرا |                           |
| حسب النقاط            | طوني رومينغر | سويسرا | -                         |
| التسلق                | طوني رومينغر | سويسرا | -                         |